# Комодоро Ривадавия
Комодоро Ривадавия (на испански: Comodoro Rivadavia) е град в Аржентина, разположен в провинция Чубут. Населението му през 2010 година е 173 300 души.

## Българска общност
В началото и средата на 20 век българските имигранти работят в нефтените находища (вече закрити), в една текстилна фабрика, както и в YPF (смятана за най-голяма петролна рафинерия в Южна Америка). Тези компании, базирани в Комодоро Ривадавия, дават препитание на над двадесет хиляди души. Семействата живеят в малки жилища (апартаменти), които обикновено споделят с други сънародници. Заплатите в тези индустрии като цяло са ниски, тъй като трудът в тях не се счита за „специализиран“. Независимо от това, дори и в тези трудни условия, българите съумяват да пестят и по този начин да си построят собствен дом, или да подпомагат финансово близките си, останали в България. Други успяват да вземат семействата си, които били оставили в далечната си родина. Днес българите имат свое дружество на име „Кирил и Методий“.